# Arnold Temanfo
Arnold Temanfo, né le 8 juin 1993 à Édéa (Cameroun), est un footballeur franco-camerounais jouant au poste d'arrière droit au Paris 13 Atletico.

## Biographie

### Enfance et découverte du football
Arnold Temanfo commence le football à l'âge de six ans en région parisienne, avec le Red Star FC. Il passe ensuite par le club d'Antony puis par l'Entente SSG avant de rejoindre La Berrichonne de Châteauroux. Il termine sa formation au sein du Real Saragosse en Espagne puis du Paris FC, avec qui il dispute quelques matchs en CFA 2.

### ES La Rochelle
En 2012, Temanfo signe à l'ES La Rochelle en Division d'Honneur. Il y joue durant trois saisons avant de rejoindre un autre club charentais de DH, l'AS Cozes. Promu en CFA 2 avec son club, il le quitte durant le mercato hivernal suivant pour le FC Chauray, équipe jouant le maintien en National 3.

### US Lusitanos Saint-Maur
Ses bonnes performances lui permettent de découvrir l'échelon supérieur, avec l'US Lusitanos Saint-Maur. Après une saison et demie disputé avec cette équipe, Arnold Temanfo quitte le club.

### RFC Liège
Le 31 janvier 2020, il part à l'étranger porter les couleurs du RFC Liège, avec qui il s'engage pour six mois. Au terme d'une expérience marquée par l'arrêt des championnats lié au Covid-19, il ne joue que quatre matchs en Belgique avant de quitter la Belgique.

### FC Sète
Le 1er juillet 2020, il revient en France et s'engage au FC Sète, en National.

### FC Annecy
Il rejoint ensuite le FC Annecy à l'été 2021. A l'issue de cette saison, le FC Annecy obtient la montée en Ligue 2. Temanfo signe dans la foulée son premier contrat professionnel à l'âge de 29 ans. Le 1er mars 2023, il fait partie de l'équipe titulaire lors de la qualification de son club pour les demi-finales de la Coupe de France au stade Vélodrome face à l'Olympique de Marseille. Lors de la demi-finale face au Toulouse FC, il offre involontairement le ballon à Farès Chaïbi qui permet à son équipe d'éliminer Annecy (1-2) et de se qualifier pour la finale.

### Dijon FCO
Le 13 juillet 2023, Arnold Temanfo quitte librement le FC Annecy pour le Dijon FCO. Il signe un contrat allant jusqu'à 2025. Il effectuera son premier match  avec le DFCO contre le RC Lens (défaite 2-0) en amical le 22 juillet 2023.Le 3 août 2024, Dijon annonce que Arnold Temanfo a résilié son contrat.

## Statistiques
| Saison                | Club                    | Championnat           | Championnat | Championnat | Championnat | Coupe(s) nationale(s) | Coupe(s) nationale(s) | Coupe(s) nationale(s) | Total | Total | Total |
| Saison                | Club                    | Division              | M.          | B.          | P.d.        | M.                    | B.                    | P.d.                  | M.    | B.    | P.d.  |
| 2012-2013             | ES La Rochelle          | DH                    | 20          | 1           | 3           | -                     | -                     | -                     | 20    | 1     | 3     |
| 2013-2014             | ES La Rochelle          | DH                    | 2           | 0           | 0           | -                     | -                     | -                     | 2     | 0     | 0     |
| 2014-2015             | ES La Rochelle          | DH                    | 19          | 2           | 5           | 1                     | 0                     | 0                     | 20    | 2     | 5     |
| Sous-total            | Sous-total              | Sous-total            | 41          | 3           | 8           | 1                     | 0                     | 0                     | 42    | 3     | 8     |
| 2015-2016             | AS Cozes                | DH                    | 5           | 1           | 0           | -                     | -                     | -                     | 5     | 1     | 0     |
| 2016-2017             | AS Cozes                | CFA 2                 | 11          | 1           | 0           | -                     | -                     | -                     | 11    | 1     | 0     |
| Sous-total            | Sous-total              | Sous-total            | 16          | 2           | 0           | -                     | -                     | -                     | 16    | 2     | 0     |
| 2017-2018             | FC Chauray              | National 3            | 23          | 1           | 0           | -                     | -                     | -                     | 23    | 1     | 0     |
| 2018-2019             | US Lusitanos Saint-Maur | National 2            | 18          | 2           | 2           | 1                     | 0                     | 0                     | 19    | 2     | 2     |
| 2019-2020             | US Lusitanos Saint-Maur | National 2            | 12          | 1           | 0           | -                     | -                     | -                     | 12    | 1     | 0     |
| Sous-total            | Sous-total              | Sous-total            | 30          | 3           | 2           | 1                     | 0                     | 0                     | 31    | 3     | 2     |
| 2019-2020             | RFC Liège               | D1 Amateur            | 4           | 0           | 0           | -                     | -                     | -                     | 4     | 0     | 0     |
| 2020-2021             | FC Sète                 | National              | 18          | 0           | 0           | -                     | -                     | -                     | 18    | 0     | 0     |
| 2021-2022             | FC Annecy               | National              | 30          | 1           | 0           | 1                     | 0                     | 0                     | 31    | 1     | 0     |
| 2022-2023             | FC Annecy               | Ligue 2               | 30          | 1           | 0           | 5                     | 1                     | 1                     | 35    | 2     | 1     |
| Sous-total            | Sous-total              | Sous-total            | 60          | 2           | 0           | 6                     | 1                     | 1                     | 66    | 3     | 1     |
| Total sur la carrière | Total sur la carrière   | Total sur la carrière | 162         | 11          | 10          | 8                     | 1                     | 1                     | 170   | 12    | 11    |

## Palmarès

### En club
- US Lusitanos Saint-Maur
  - Vice-champion de France de National 2 en 2019

- FC Annecy
  - Vice-champion de France de National en 2022